# 信义坊

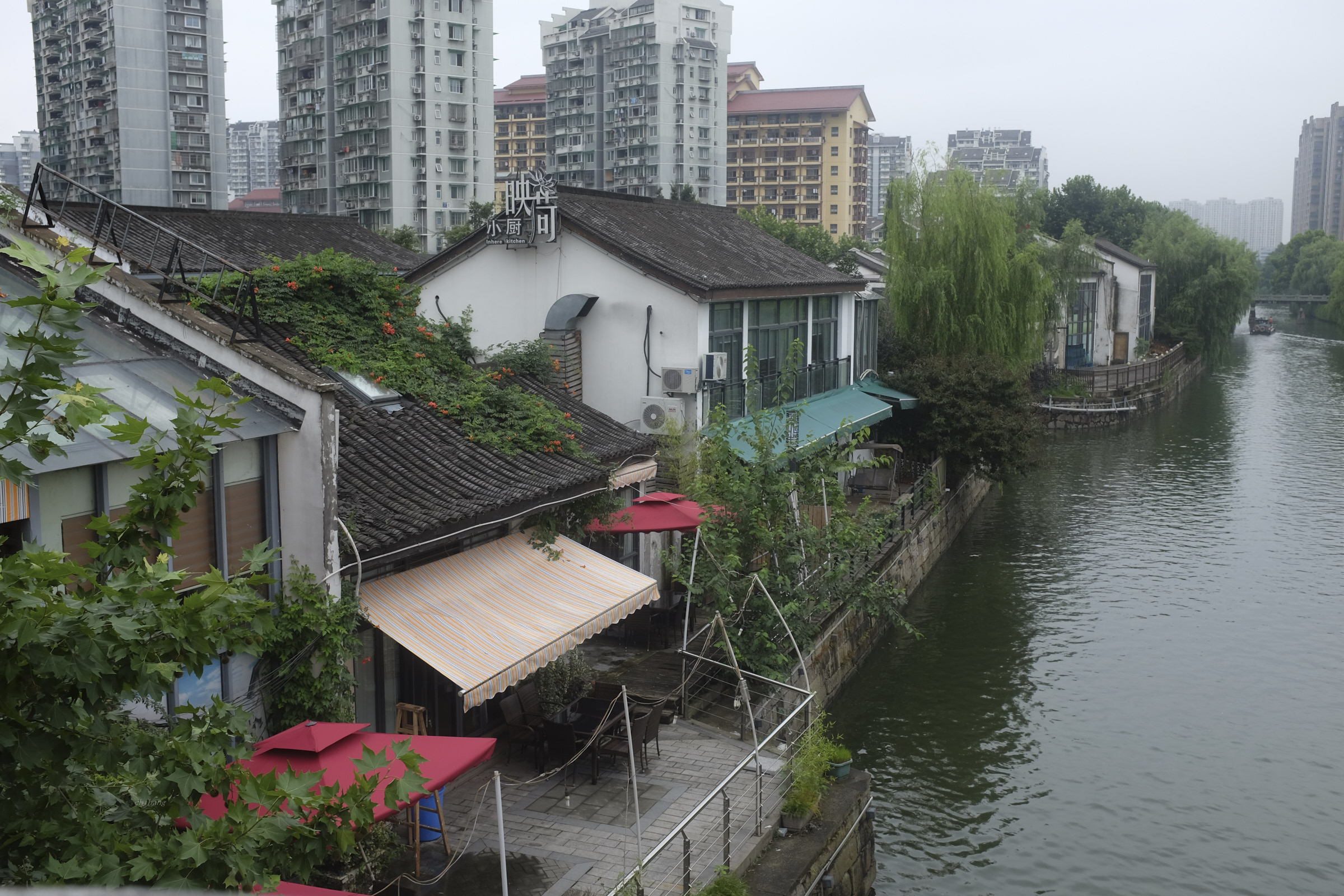
信义坊

信义坊坐落于浙江省杭州城北部（拱墅区）的经济文化中心——卖鱼桥，东接湖墅北路、西至莫干山路，南临草营巷。东起湖墅路，西至莫干山路，沿余杭塘河两岸而建，全长500米，宽16米。

## 解释
这里指的信义坊商街原来是卖鱼桥河道商场的位置，余杭塘河流经这里。这里以河为中心，二岸则都是商铺，并基本以餐饮业为主，有浓浓的水乡情韵。

## 得名
因为建成前河的北面有一条叫信义巷的笔直小巷，所以这里也叫做信义坊。

## 文化古迹
- 卖鱼桥